# Llista de terratrèmols de major magnitud
La taula següent registra els terratrèmols de major magnitud que han tingut lloc des del 1575 fins a l'actualitat.
| N. | Data i hora UTC   | Magnitud   | Nom                                         | País                                      | Lloc i coordenades                                                                                     | Morts                |
| -- | ----------------- | ---------- | ------------------------------------------- | ----------------------------------------- | --- | -------------------- |
| 1  | 22/05 1960, 15.11 | 9,5 MW     | Terratrèmol de Xile del 1960                | Xile                                      | Valdivia 38° 14′ 24″ S, 73° 3′ 0″ O / 38.24000°S,73.05000°O                                            | 1.655 a 2.000        |
| 2  | 26/12 2004        | 9,3 MW     | Tsunami de l'oceà Índic del 2004            | Indonèsia                                 | Sumatra                                                                                                | 230.270              |
| 3  | 28/3 1964, 3.36   | 9,2 MW     | Terratrèmol d'Alaska de 1964                | Estats Units                              | Anchorage, Alaska. 61° N, 148° O / 61°N,148°O                                                          | 128                  |
| 4  | 11/3 2011, 14.46  | 9,0MW      | Terratrèmol i tsunami del Japó del 2011     | Japó                                      | Costa de Honshu 38° 19′ 19.20″ N, 142° 22′ 8.40″ E / 38.3220000°N,142.3690000°E                        | 15.836               |
| 5  | 4/11 1952, 16.58  | 9,0 MW     | Terratrèmol de Kamtxatka de 1952            | Unió Soviètica (Rússia)                   | Península de Kamtxatka 52° 48′ N, 159° 30′ E / 52.800°N,159.500°E                                      | desconegut           |
| 6  | 13/8 1868, 21.30  | 9,0 MW     | Terratrèmol del Perú de 1868                | Perú                                      | Arica, actualment Xile 18° 36′ S, 71° 0′ O / 18.600°S,71.000°O                                         | 400                  |
| 7  | 26/1 1700, 21.30  | 9,0 MW     | Terratrèmol de Cascàdia de 1700             | Estats Units i Canadà                     | Califòrnia, Oregon, Washington i Colúmbia Britànica                                                    | desconegut           |
| 8  | 30/7 2025         | 8,8 MW     | Terratrèmol de Kamtxatka de 2025            | Rússia                                    | Península de Kamtxatka                                                                                 |                      |
| 9  | 25/11 1833, 20.00 | 8,8-9.2 MW | Terratrèmol d'Indonèsia de 1833             | Indonèsia (Índies Orientals Neerlandeses) | Al mar al sud de l'illa de Sumatra, a 175 km al sud de Padang 3° 30′ S, 102° 12′ E / 3.500°S,102.200°E | 100.000 (desconegut) |
| 10 | 27/2 2010, 03.34  | 8,8 MW     | Terratrèmol de Xile de 2010                 | Xile                                      | Cauquenes (província de Cauquenes)35° 50′ 45.6″ S, 72° 42′ 57.6″ O / 35.846000°S,72.716000°O           | 524                  |
| 11 | 31/1 1906, 15.36  | 8,8 MW     | Terratrèmol de l'Equador i Colòmbia de 1906 | Equador i Colòmbia                        | Davant de les costes d'Esmeraldas 1° 0′ N, 81° 30′ O / 1.000°N,81.500°O                                | 1.500                |
| 12 | 4/2 1965, 05.01   | 8,7 MW     | Terratrèmol de les illes Rat                | Estats Units                              | Illes Rat (Alaska) 51° 12′ 36″ N, 178° 30′ 0″ O / 51.21000°N,178.50000°O                               | 0                    |
| 13 | 1/11 1755, 10.16  | 8,7 MW     | Terratrèmol de Lisboa de 1755               | Portugal                                  | Lisboa 36° N, 11° O / 36°N,11°O                                                                        | 70.000 a 100000      |
| 14 | 8/7 1730, 04.45   | 8,7 MW     | Terratrèmol de Xile de 1730                 | Xile                                      | Valparaíso i La Serena (Coquimbo) 33° 30′ S, 71° 36′ O / 33.500°S,71.600°O                             | 300                  |
| 15 | 11/4 2012         | 8,6 MW     | Terratrèmol d'Indonèsia del 2012            | Indonèsia                                 | Aceh 02° 18′ 39.6″ N, 93° 03′ 46.8″ E / 2.311000°N,93.063000°E                                         | 5                    |
| 16 | 28/3 2005, 23.09  | 8,6 MW     | Terratrèmol d'Indonèsia de 2005             | Indonèsia                                 | Davant de l'illa de Sumatra 2° 36′ N, 97° 6′ E / 2.600°N,97.100°E                                      | 1.000                |
| 17 | 9/3 1957, 14.22   | 8,6 MS     | Terratrèmol de les illes Andreanof de 1957  | Estats Units                              | Illes Andreanof (Alaska) 51° 33′ 36″ N, 175° 23′ 24″ O / 51.56000°N,175.39000°O                        | 0 (desconegut)       |
| 18 | 15/8 1950         | 8,6 MW     | Terratrèmol del Tibet de 1950               | Tibet i Índia                             | Assam 28° 30′ N, 96° 30′ O / 28.500°N,96.500°O                                                         | 1.526                |
| 19 | 10/11 1922, 23.53 | 8,6 MW     | Terratrèmol de Vallenar de 1922             | Xile i Argentina                          | Regió d'Atacama i Catamarca.                                                                           | 3.000                |
| 20 | 30/5 2015, 11.23  | 8,5 MW     | Terratrèmol del Japó de 2015                | Japó                                      | 27° 49′ 52″ N, 140° 29′ 35″ E / 27.83111°N,140.49306°E                                                 | 0                    |
| 21 | 3/2 1923, 04.58   | 8,5 MW     | Terratrèmol de Kamtxatka de 1923            | Unió Soviètica (Rússia)                   | Península de Kamtxatka 54° N, 161° E / 54°N,161°E                                                      | desconegut           |
| 22 | 20/10 1687, 09.15 | 8,5 MW     | Terratrèmol del Perú de 1687                | Perú                                      | Lima i Callao                                                                                          | 600                  |
| 23 | 16/12 1575, 14.30 | 8,5 MW     | Terratrèmol de Xile de 1575                 | Xile                                      | Valdivia 39° 48′ S, 73° 12′ O / 39.800°S,73.200°O                                                      | 200                  |